# Oncocnemis literata
Oncocnemis literata är en fjärilsart som beskrevs av Bremer 1864. Oncocnemis literata ingår i släktet Oncocnemis och familjen nattflyn. Inga underarter finns listade i Catalogue of Life.